# Ciclo biogeoquímico

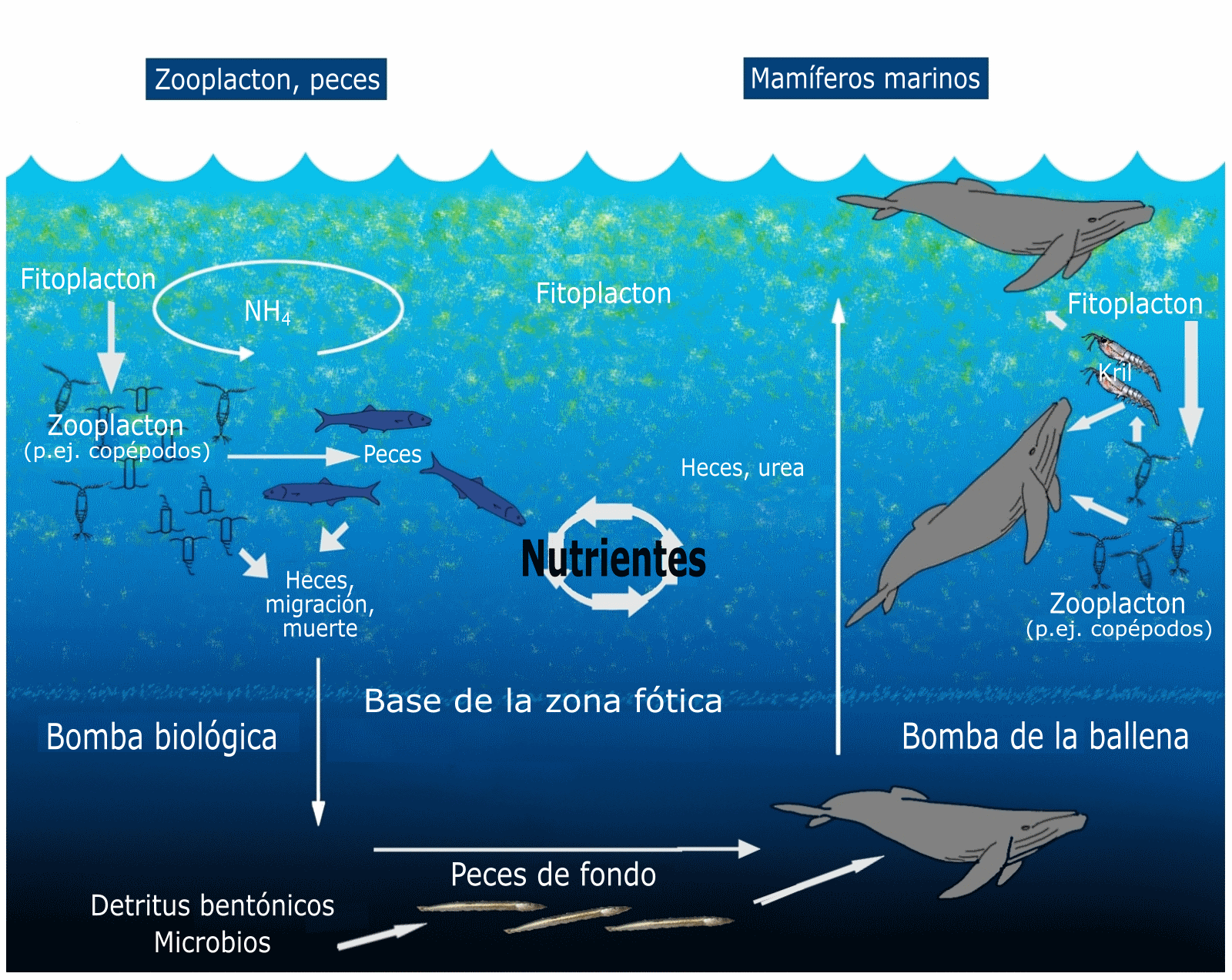
Ejemplo de ciclo biogeoquímico

Un ciclo biogeoquímico es un proceso natural mediante los cuales elementos esenciales para la vida, como el carbono, nitrógeno, oxígeno y agua, se trasladan entre los diferentes componentes del planeta, incluyendo la atmósfera, los seres vivos, los océanos, los suelos y las rocas. Estos ciclos permiten que los nutrientes necesarios para los organismos estén disponibles de forma continua, contribuyendo al equilibrio y funcionamiento de los ecosistemas. Entre los principales ciclos se encuentran el del carbono, nitrógeno, agua y oxígeno, los cuales están estrechamente conectados. Las actividades humanas, como la deforestación y la quema de combustibles fósiles, pueden alterar estos ciclos, lo que tiene repercusiones graves para el medio ambiente y la vida en el planeta.

## Ciclos biogeoquímicos
Los elementos químicos o moléculas que son necesarias para la vida de un organismo, se denominan nutrientes o nutrimentos. Los organismos vivos necesitan de 31 a 40 elementos químicos, donde el número y tipos de estos elementos varía en cada especie. 
Los elementos asignados por los organismos en grandes cantidades se denominan: 
- Macronutrientes/Elementos Primarios (C, H, O, N, P, S) y Secundarios (Ca(2+), Mg(2+), K+; aunque no necesariamente encontrados de forma iónica): carbono, oxígeno, hidrógeno, nitrógeno, fósforo, azufre, calcio, magnesio y potasio. Estos elementos y sus compuestos constituyen el 97 % de la masa del cuerpo humano, y más de 95 % de la masa de todos los organismos.
- Micronutrientes. Son los 132 o más elementos requeridos en cantidades pequeñas (hasta trazas): hierro, cobre, zinc, cloro, yodo, (véase también oligoelementos).

La mayor parte de las sustancias químicas de la Tierra no están en formas útiles para los organismos. Pero, los elementos y sus compuestos necesarios, como nutrientes, son reciclados continuamente en formas complejas a través de las partes vivas y no vivas de la biosfera, y convertidas en formas útiles por una combinación de procesos biológicos, geológicos y químicos.
El ciclo de los nutrientes desde el biotopo (en la atmósfera, la hidrosfera y la corteza de la tierra) hasta la biota, y viceversa, tiene lugar en los ciclos biogeoquímicos, ciclos, activados directa o indirectamente por la energía solar, incluyen los del carbono, oxígeno, nitrógeno, fósforo, azufre y del agua (hidrológico). Así, una sustancia química puede ser parte de un organismo en un momento y parte del ambiente del organismo en otro momento. Por ejemplo, una molécula de agua ingresada a un vegetal, puede ser la misma que pasó por el organismo de un dinosaurio hace millones de años.
Gracias a los ciclos biogeoquímicos, los elementos se encuentran disponibles para ser usados una y otra vez por otros organismos; sin estos ciclos los seres vivos se extinguirían, punto en el cual reside su gran importancia.
El término ciclo biogeoquímico se deriva del movimiento cíclico de los elementos que forman los organismos biológicos (bio) y el ambiente geológico (geo) e intervienen en un cambio químico.
- Sedimentario: También se estudian los cambios de estado producidos de la materia que los contamina.
- Hidrológico: Proceso de circulación del agua entre los distintos compartimentos de la hidrosfera. Se trata de un ciclo biogeoquímico en el que hay una intervención mínima de reacciones químicas, y el agua solamente se traslada de unos lugares a otros o cambia de estado físico.

### Flujo de energía
En esta sucesión de etapas en las que un organismo se alimenta y es devorado, la energía fluye desde un nivel trófico a otro. Las plantas verdes u otros organismos que realizan la fotosíntesis utilizan la energía solar para elaborar hidratos de carbono para sus propias necesidades. La mayor parte de esta energía química se procesa en el metabolismo y se pierde en forma de calor en la respiración. Las plantas convierten la energía restante en biomasa sobre el suelo como tejido leñoso y herbáceo y, bajo este, como raíces. Por último, este material, que es energía almacenada, se transfiere al segundo nivel trófico que comprende los herbívoros que pastan, los descomponedores y los que se alimentan de detritos. Si bien, la mayor parte de la energía asimilada en el segundo nivel trófico se pierde de nuevo en forma de calor en la respiración, una porción se convierte en biomasa.

## Ciclos importantes
A continuación se muestran los ciclos bioquímicos más conocidos e importantes:

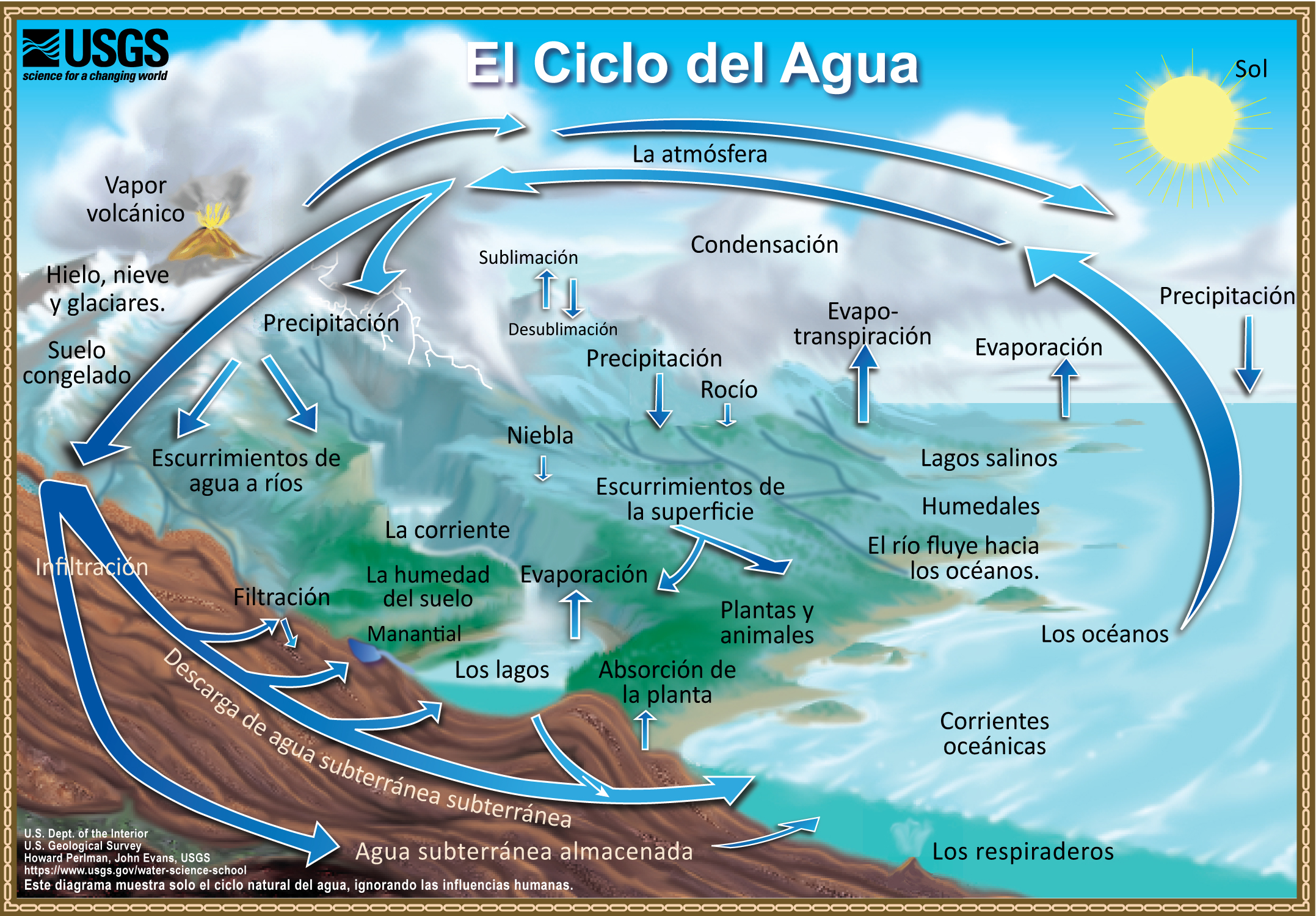
Ciclo del agua
Ciclo del carbono
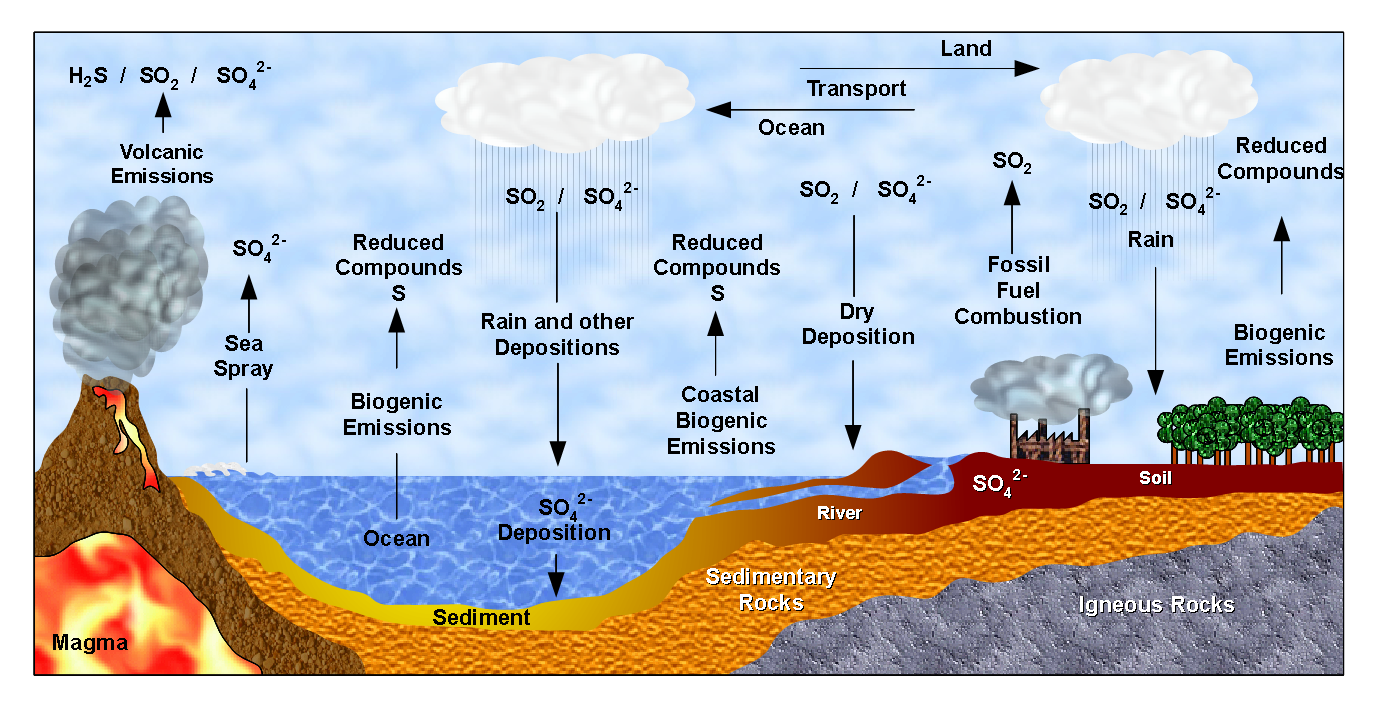
Ciclo del azufre
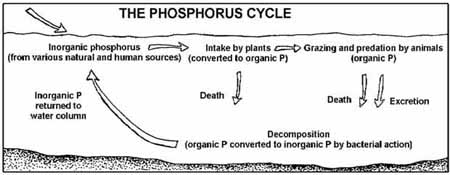
Ciclo del fósforo
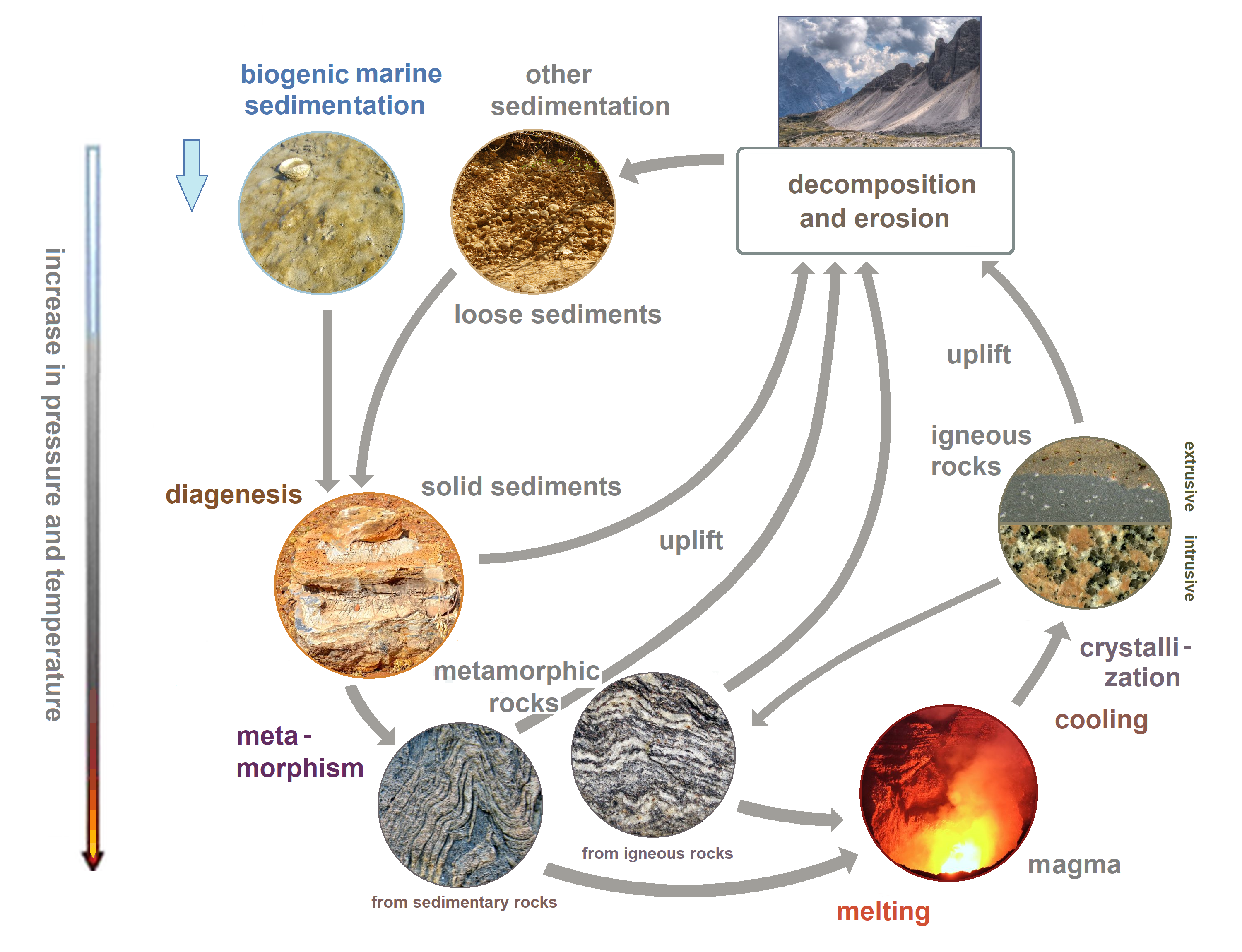
Ciclo litológico
Ciclo del nitrógeno
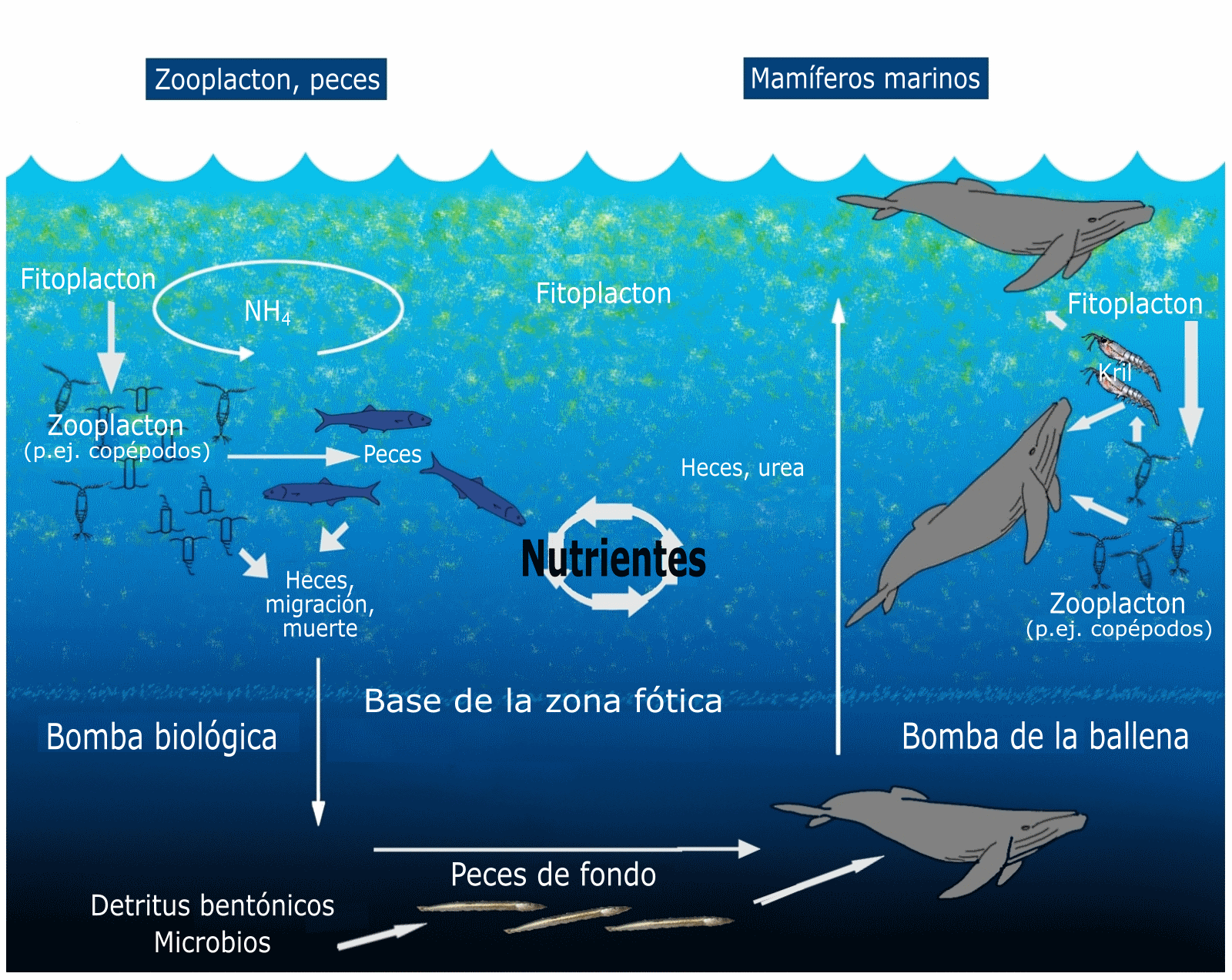
Ciclo de nutrientes
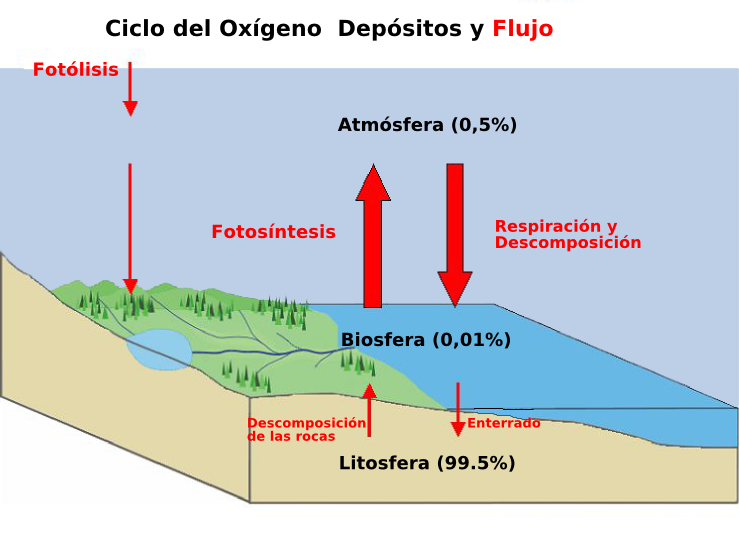
Ciclo del oxígeno